# Ostseesturmhochwasser
Ostseesturmhochwasser ist der durch Windstau erzeugte höhere Wasserstand im Bereich der westlichen Ostsee zwischen Schleswig-Holstein und Rügen.

## Auslösung
Vorausgegangen ist meist lang anhaltender und starker Wind aus Südwest, der das Wasser in der Ostsee zuerst in Richtung Baltikum und in den Finnischen Meerbusen drückt, wodurch über längere Zeit Wasser aus der Nordsee nachfließt. Dabei macht sich in der westlichen Ostsee meist Niedrigwasser auffällig bemerkbar und erzeugt ein Sturmhochwasser bis nach Sankt Petersburg. Dreht danach innerhalb weniger Tage die Windrichtung mit Sturm auf Nord bis Ost (um zirka 180°), wird das aufgestaute Wasser aus dem Osten plötzlich in die westliche Ostsee Richtung Rügen und Schleswig-Holstein zurück gedrückt (Badewanneneffekt). Durch die engen Belte und Sunde kann das Wasser nicht so schnell in die Nordsee zurück fließen und so entsteht das Hochwasser in der westlichen Ostsee. In der Regel ist dies mit starkem Wellenschlag sowie Landverlust, insbesondere an Steilküsten, verbunden.

## Sturmhochwasser vs. Sturmflut
Umgangssprachlich werden fast alle Hochwasser als Sturmflut bezeichnet. Da die Ostsee jedoch keinen nennenswerten Tidenhub hat, gibt es hier kaum einen Flutwasserstand, der verstärkt werden könnte. Der Grund eines Hochwassers in der Ostsee ist immer Sturm. Daher lautet die korrekte Bezeichnung: Sturmhochwasser.

## Klassifizierung und Warnungen

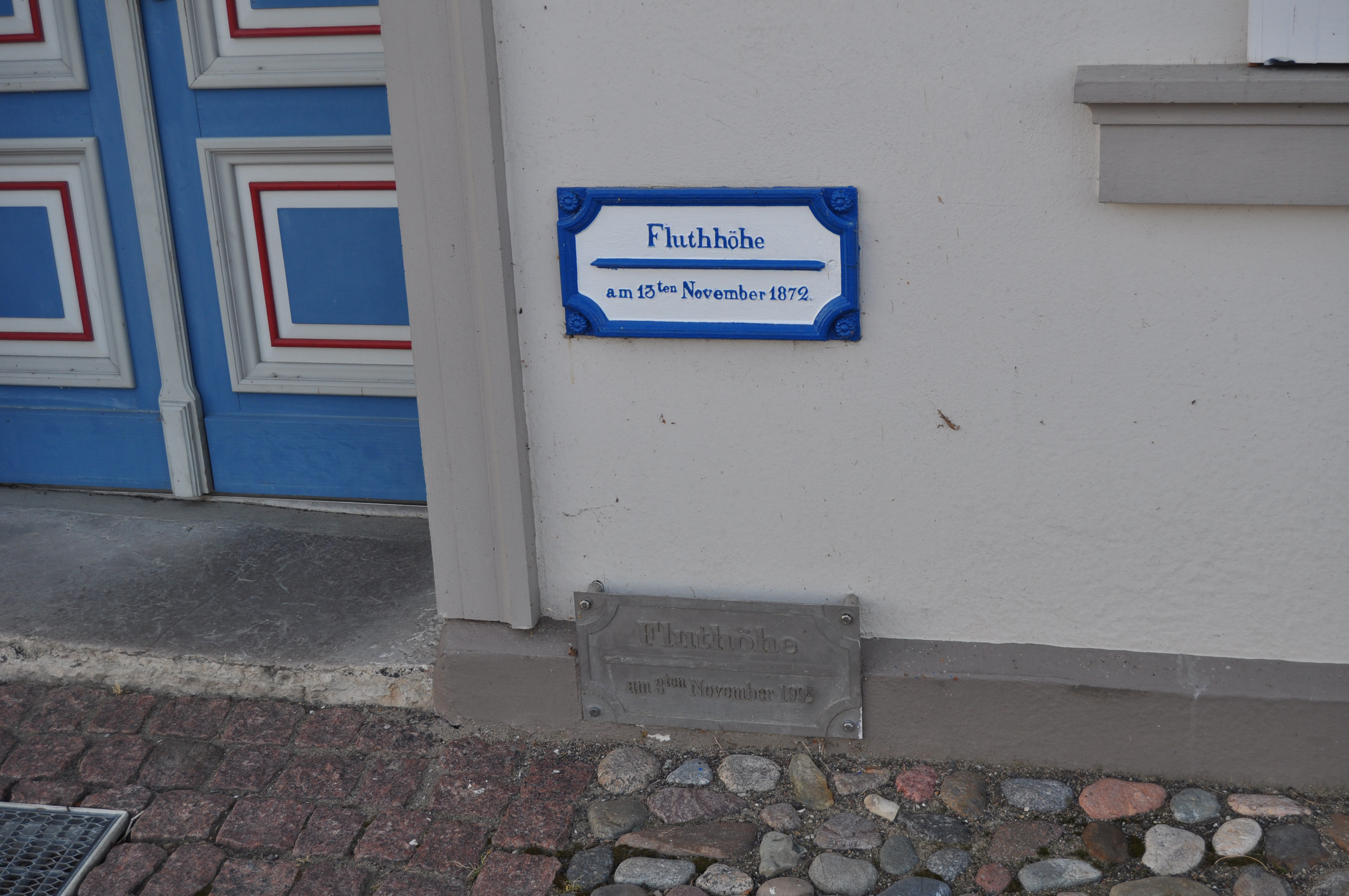
Die Flutmarken in Wieck (Greifswald) – oben 1872 = 2,64 m und unten 1995 = 1,94 m

Für die deutsche Ostseeküste erstellt der Wasserstandsdienst des Bundesamtes für Seeschifffahrt und Hydrographie (BSH) zweimal täglich Vorhersagen des Wasserstandes in der Ostsee und informiert über erhöhte Wasserstände bei einem Wasserstand von 0,75 m über mittleren Wasserstand und gibt bei einem Wasserstand über 1,0 m über mittleren Wasserstand eine Sturmhochwasserwarnung heraus.
Das BSH kategorisiert in der Ostsee als schweres Sturmhochwasser die Wasserstände mit 1,50–2,00 m über mittlerem Wasserstand und sehr schwere Sturmhochwässer mit mehr als 2,00 m über mittlerem Wasserstand.
Die Geschichte des Küstenschutzes an der deutschen Ostseeküste zeigt die Maßnahmen zur Eindämmung der Folgen der Hochwasser auf.

## Geschichte
Historische Hochwasserereignisse sind die Allerheiligenflut 1304 und weitere in den Jahren 1320, 1449, 1625, 1694, 1784 und 1825. Über ihre Ausmaße ist wenig bekannt.
- Für Rügen wurde bereits 1044 in Chroniken eine Flut erwähnt.[3]
- Der Sage nach fiel die Stadt Vineta an der Ostsee im 12. Jahrhundert einem Sturmhochwasser anheim.
- Die Allerheiligenflut am Allerheiligentag (1. November) 1304 zog die südwestliche Ostseeküste, insbesondere den vorpommerschen Raum in Mitleidenschaft. Teile vom Mönchgut auf Rügen wurden weggerissen, das „neue Tief“ soll so entstanden sein.
- Die Stadtgeschichte von Wismar vermerkt eine arge Wasserfluth am 3. Dezember 1374.
- In der Ortschronik von Rerik, aber auch in der von Travemünde wird von der großen Sturmflut am 10. Februar 1625 berichtet.

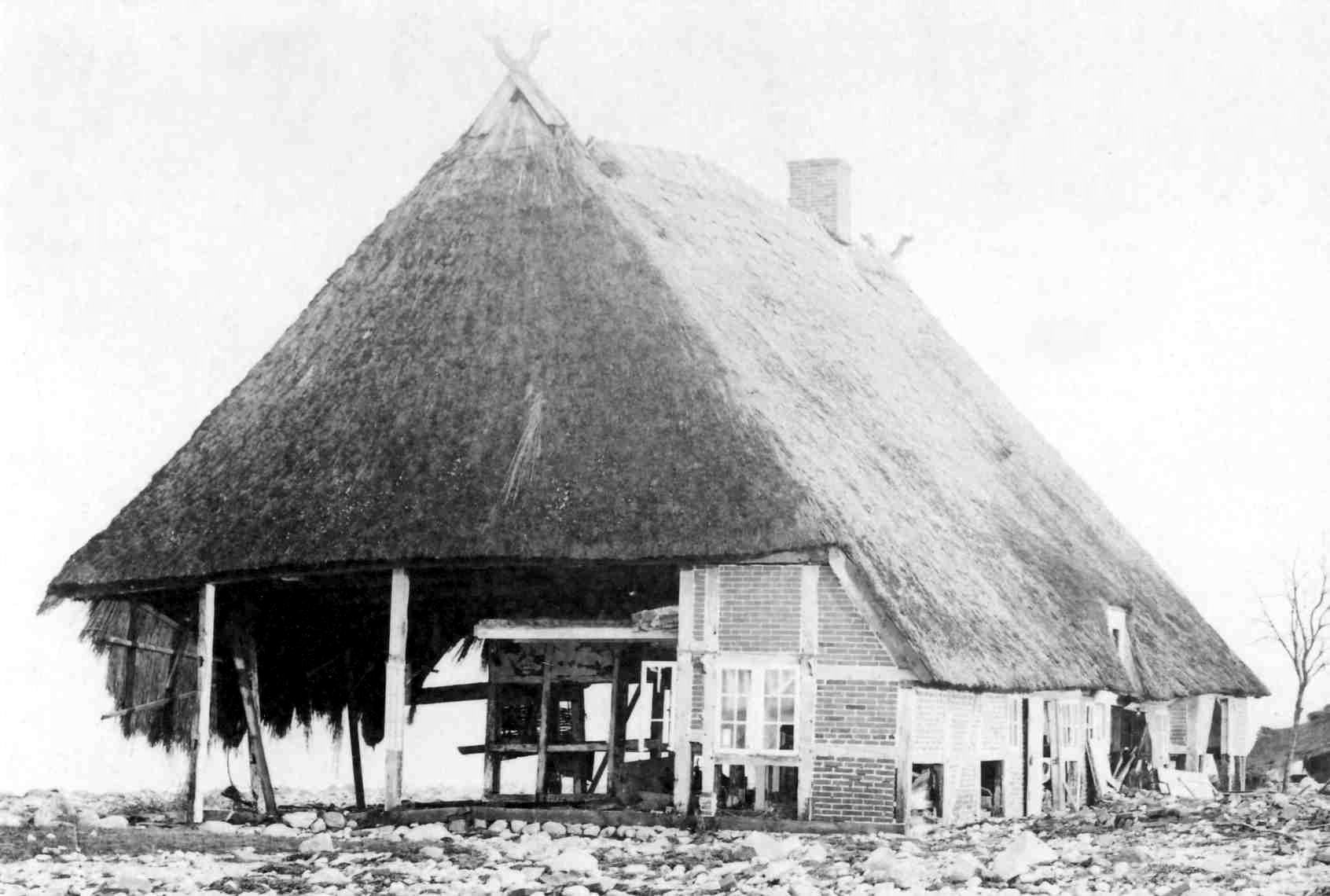
Zerstörtes Hallenhaus in Niendorf an der Ostsee nach dem Sturmhochwasser

Seit 1872 werden an der Ostsee regelmäßig verlässlich Pegel genommen. Der bislang höchste war das katastrophale Ostseesturmhochwasser 1872 mit 2,43 m mittlerer Wasserhöhe über NN in Warnemünde und einem Maximum von 2,83 m über NN in Warnemünde und 3,12 m bei Holnis. Dieses Hochwasser mit bis zu 3,30 Meter über NN überspülte die Dünen auf Ost-Rügen, in Lobbe, Thiessow, Groß und Klein Zicker auf Mönchgut wurden 50 Häuser zerstört oder schwer beschädigt. In Neuendorf auf Hiddensee blieben von 57 Häusern nur 4 verschont. Auch Eckernförde wurde verwüstet.
Zu sehr schweren Hochwasserereignissen kam es 1904 mit 1,88 m, 1913 mit 1,89 m, im Januar 1954 mit 1,73 m, am 2.–4. November 1995 mit 1,68 m und am 21. Februar 2002 mit 1,65 m mittlerer Wasserhöhe über NN. Heftige Sturmhochwasser gab es weiterhin 1913/14, 1957, 1968 und 1971 mit über 1,14 Meter über NN, auch 1993 und 2017 gab es so ein Sturmhochwasser.
In Warnemünde ereigneten sich von 1950 bis 2000 etwa 110 Sturmhochwasser, durchschnittlich etwas mehr als zwei pro Jahr.

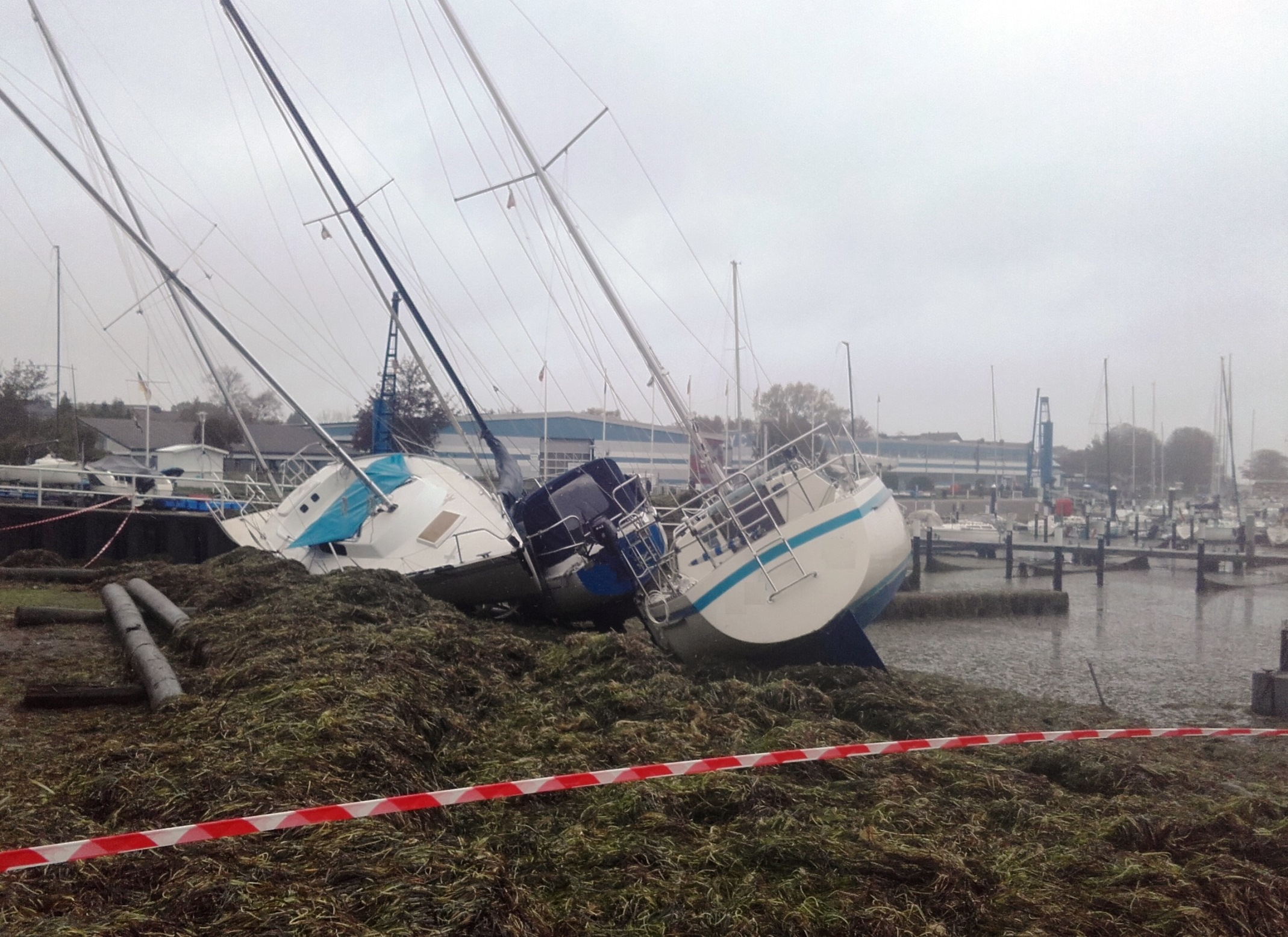
Durch das Ostseesturmhochwasser am 20. und 21. Oktober 2023 in der Marina von Strande (Kreis Rendsburg-Eckernförde) auf Land geworfene Yachten

Das Ostseesturmhochwasser 2023 war das schwerste bekannte Ostseesturmhochwasser seit dem Ostseesturmhochwasser 1872. Es traf in der Nacht vom 20. auf den 21. Oktober 2023 auf die Ostseeküste, wobei vor allem die Ostküste Schleswig-Holsteins und Südjütlands betroffen war, während Mecklenburg-Vorpommern weniger stark getroffen wurde. Der höchste gemessene Scheitelwasserstand betrug 2,27 m über Mittelwasser in Flensburg. Der Schaden an den Küsten, Stränden, Hochwasserschutz, Häfen und Booten wird auf einen dreistelligen Millionenbetrag geschätzt.

## Beispiel: Höchste Pegelstände in Warnemünde
In Rostock-Warnemünde wird seit 1872 regelmäßig der Pegelstand gemessen und aufgezeichnet. In Metern über Normalmittelwasserstand ereigneten sich dabei die folgenden Höchststände, wovon hier die höchsten ihrer Höhe nach aufgezeichnet sind:
1. am 12./13. November 1872 mit 2,70 m (nach älterer Messmethode 2,43 m) – das höchste Sturmhochwasser seit Beginn der Aufzeichnungen
2. am 31. Dezember 1913: 1,91 m
3. am 31. Dezember 1904: 1,90 m
4. am 4. Januar 1954: 1,72 m
5. am 2. Januar 2019: 1,66 m
6. am 1. November 2006: 1,65 m
7. am 3./4. November 1995: 1,60 m
8. am 21. Februar 2002: 1,58 m

Dabei ist zu bemerken, dass Warnemünde bei Sturmhochwasser aus Nordost im „Windschatten“ von Rügen liegt. Das machte 1995 ca. 40 Zentimeter Unterschied aus zu den Küsten von Usedom und Rügen.